# Лотенберг, Фрэнк
Фрэнк Лотенберг (англ. Frank Raleigh Lautenberg; 23 января 1924, Патерсон, Нью-Джерси — 3 июня 2013, Нью-Йорк) — американский политик, сенатор США от штата Нью-Джерси. Член Демократической партии. Старейший на день смерти сенатор США и второй по возрасту конгрессмен после члена Палаты представителей Ральфа Холла (род. 1923), последний сенатор — участник Второй мировой войны.
Впервые стал сенатором в 1982 году. Неоднократно переизбирался. В 2000 году ушёл на пенсию. Однако по просьбе руководителей Демократической партии штата возвратился в политику во время предвыборной кампании 2002 году в связи с выбытием из предвыборной борьбы кандидата на пост сенатора от Нью-Джерси Роберта Торричелли (англ. Robert Torricelli), против которого были выдвинуты обвинения в коррупции. В нынешнем составе Сената Лотенберг являлся не только старейшим, но и единственным сенатором, который вернулся в своё кресло после того, как покинул его.
Фрэнк Лотенберг был известен своими либеральными взглядами, а также своей критикой сотрудничества правительства США с компанией Halliburton.
В 1989 году сенатор Фрэнк Лотенберг после выступлений Бориса Перчаткина в Конгрессе США внёс законопроект, который позже был назван «Поправкой Лотенберга». Этот законопроект был предложен для того, чтобы облегчить иммиграцию многих беженцев в США. «Поправка Лотенберга» была подписана президентом Бушем в ноябре 1989 года и стала, таким образом, законом. Этот закон изменил отношение иммиграционных служб к некоторым категориям беженцев, в частности, к лицам, преследуемым за их религиозные, политические взгляды, за их этническую принадлежность. Закон помог очень многим беженцам, в том числе и иммигрантам из Советского Союза.